# Gens Tarquinia

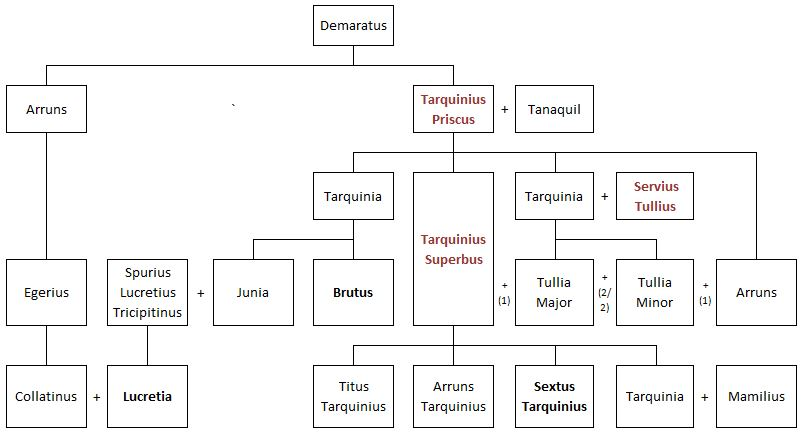
Árbol familiar Tarquinia

La gens Tarquinia es una gens romana de origen greco-etrusco. Hubo dos Tarquinios entre los reyes semilegendarios de Roma.
Los nombres de la lista de reyes indican que la monarquía romana no era hereditaria. La presencia de dos Tarquinios, el último de los cuales fue desbancado por tirano, puede indicar que la familia intentó monopolizar el poder, contrariamente a la costumbre romana. Según la tradición, el acontecimiento que precipitó la situación fue la violación de Lucrecia por Sexto Tarquinio, el hijo del rey. La expulsión de los Tarquinios señaló el final del periodo regio y el principio de la República en la historia romana.

## Lista de los Tarquinios
- Lucio Tarquinio Prisco
- Tarquinio el Soberbio
- Sexto Tarquinio, hijo del Soberbio